# Uzundzjovo
Uzundzjovo (bulgariska: Узунджово) är ett distrikt i Bulgarien.   Det ligger i kommunen Obsjtina Chaskovo och regionen Chaskovo, i den centrala delen av landet, 210 km öster om huvudstaden Sofia.
Trakten runt Uzundzjovo består till största delen av jordbruksmark. Runt Uzundzjovo är det ganska tätbefolkat, med 129 invånare per kvadratkilometer.